# Ebenshausen
Ebenshausen è una frazione (Ortsteil) della città tedesca di Amt Creuzburg.

## Storia
Il 31 dicembre 2019 il comune di Ebenshausen venne fuso con la città di Creuzburg e con il comune di Mihla, formando la nuova città di Amt Creuzburg.